# Parafia św. Wojciecha Biskupa i Męczennika w Książu Wielkim
Parafia Świętego Wojciecha Biskupa i Męczennika – parafia rzymskokatolicka w Książu Wielkim. Należy do dekanatu wodzisławskiego diecezji kieleckiej. Założona w XIV wieku. Mieści się przy ulicy Toporczyków. Duszpasterstwo w niej prowadzą księża diecezjalni.

## Proboszczowie
- ks. Edward Nowak (do 01.08.2024)
- ks. Bartłomiej Pieron (01.08.2024 – nadal)[1][2]